# Martin Radeck
Martin Radeck (* um 1640 vermutlich in Flensburg; † September 1684) war ein Komponist und Organist der norddeutschen Orgelschule.

## Leben und Werk
Martin Radeck wurde als Sohn von Johann Rudolph dem Älteren (* um 1610; † 1663) geboren, bei dem er wahrscheinlich das Orgelspiel erlernte. Ab 1660 war Martin Radeck Organist an der Trinitatis Kirke in Kopenhagen. Nach dem Tod seines Vaters übernahm er zudem dessen Organistenamt an der Helligåndskirken, das er bis 1684 innehatte. Am 8. November 1670 heiratete er Magdalene Sybille Schindler. Nach Radecks Tod heiratete die Witwe 1685 seinen Nachfolger Christian Geist. Martin Radeck war vermutlich der Vater von Johannes Rudolf Radeck dem Jüngeren (1675–1729) und Johann Ditlev Radeck (1681–1749), die ebenfalls Organisten wurden.
Es gibt mehrere Hinweise darauf, dass Radeck zum Bekanntenkreis um Dieterich Buxtehude gehört haben dürfte. Unter anderem findet sich im Stammbuch des Komponisten Johann Valentin Meder kurz nach dem Eintrag Radecks (4. Juni 1674) auch ein Eintrag von Buxtehude (25. Juni 1674).
Martin Radeck war der produktivste Komponist der weitverzweigten Organistenfamilie Radeck. Eine kurze Handschrift enthält die Kantate Herr, wenn ich nur dich habe, einige Variationen über den Choral Jesus Christus unser Heiland für Orgel sowie eine Klaviersuite. Zu den freien Orgelwerken in kontrapunktischem Stil gehören eine Fuga tertii toni, ein Praeambulum und eine Canzona; die beiden letzten Werke sind im Lowell Mason Codex in der Bibliothek der Yale University (LM 5056) überliefert. Die meisten seiner Werke wurden in der älteren Forschungsliteratur wegen einer Vermischung seinem Onkel Johann Martin Radeck (1623–1683) zugeschrieben.

## Werke
- Jesus Christus unser Heylandt in ordinari und doppelten Contrapunt für Orgel[7]
- Fuga tertii toni für Orgel
- Praeambulum noni toni für Orgel[5]
- Canzona manualiter für Orgel[6]
- »Herr, wenn ich nur dich habe«, Kantate[8]
- Sonata [B-Dur] für B.c.